# Военная история Бутана
Военная история Бутана начинается с битвы пяти лам в 1634 году, ознаменовавшей становление Бутана как нации под светским и религиозным руководством Шабдрунг Нгаванг Намгьял. До того, как Бутан стал самостоятельным государством, он оставался на периферии Тибетского военного и политического влияния.
Регион, который стал Бутаном, был местом сражений и волн беженцев от беспорядков в Тибете. После своего основания, Бутан неоднократно подвергался вторжениям со стороны внешних сил, а именно тибетцев, монголов и англичан.
Бутан сохраняет дружественный статус с Индией в рамках бутано-индийских отношений с 1949 года и в настоящее время участвует лишь в ограниченных внутренних операциях против индийских сепаратистских группировок.

## Древняя история
Самая ранняя военная история Бутана, связана с Тибетом. Между 9-м веком и возникновением Бутана как нации в начале 17-го века на территории Бутана располагались тибетские военные поселения, волны беженцев от религиозных и политических распрей в Тибете и конфликтов между Тибетским и Индийским народами.
В 824 году тибетский Царь Трицун Дестен (р. 816—836), также называемый Ралпачан и внук Трисонга Децена, вступил в войну с индийским правителем в Бутане, изгнав его. Тибетские войска, оставшиеся в Бутане, назывались Милог, что означает «те, кто не вернется». Регион, в котором они поселились, назывался Тшочхен-Гед. Его восемь частей или подразделений были Ван, Бе, Mед, Каванг, Чанг, Тхи, Тим и Лар. В 836 году Дестен был убит агентами своего брата Ландарма.
Тибетцы искали убежища в Бутане от последовавших политических и религиозных потрясений во время правления Ландарма (836—842). После убийства Ландарма в 842 году тибетцы продолжали бежать в западный Бутан, на родину Нгалоп. Последующие столетия, известные как эпоха раздробленности, характеризовались отсутствием политической сплоченности. В течение большей части этого периода доминирующим Бутанским государством было Королевство Бумтанг.
В конце IX века этнические тибетские силы прогнали индийских князей из некоторых районов современного Бутана. Тибетцы в этот период и в этом месте развили корни культуры Нгалоп.
К XI веку Тибетско-монгольские войска оккупировали весь Бутан. Новые волны тибетцев искали убежища в Бутане от религиозных преследований. В 1360-х годах еще одна волна тибетских монахов Гелугпа бежала в Бутан.

## Ранняя история
Военная история Бутана как нации начинается с войны между основателем страны Шабдрунгом Нгавангом Намгьялом, который сам был тибетским беженцем, и правителями Тибета. Между 1627 и 1634 годами серия войн завершилась битвой пяти лам, в которой победителем стал Шабдрунг. Военные вторжения из Тибета и Монгольской империи продолжались до 1714 года. Бутан обрел в конце 17-го века вторгся в соседние королевства в Сикким, Куч-Бихар и дуары.
В 1616 году Шабдрунг Нгаванг Намгьял, столкнувшись с арестом и следуя видениям, в которых говорится, что главные божества-хранители Бутана предложили ему дом, покинул Тибет, чтобы основать новую поселение в западном Бутане, основав монастырь Чагри-гомпа в начале долины Тхимпху.
В бутанский период дуальной системы управления государством (1616—1907) регулярной армии не существовало. Лук и стрелы были одним из главных средств вооружения населения во время частых восстаний и нашествий. Во времена кризиса правительство собирало ополченцев из числа свиты местных лордов, которыми командовал один дапон («вождь стрел»), титул, используемый в наше время.
Около 1627 года Шабдрунг построил Симток-дзонг у входа в долину Тхимпху. Из этой крепости он осуществлял контроль над движением между долиной Паро на Западе и Долиной Тронгса на востоке. В 1627 году, во время первой войны против Тенкенга Тибета, португальские иезуиты Эстеван Каселла и Жуан Кабрал были первыми европейцами, посетившими Бутан по пути в Тибет.
Они встретились с Нгавангом Намгьялом, подарили ему огнестрельное оружие, порох и подзорную трубу и предложили свои услуги в войне против Тибета, но Шабдрунг отклонил это предложение. Пробыв там почти восемь месяцев, Каселла написал длинное письмо из монастыря Чагри, в котором сообщал о своем путешествии.
В 1629 и 1631 годах попытки тибетских вторжений под руководством Карма Тенкенга потерпели неудачу. В 1634 году Шабдрунг Нгаванг Намгьял одержал победу в битве пяти лам. Таким образом, Шабдрунг был первым, кто объединил Бутан в единую страну. Шабдрунг установил Друкпа Кагью в качестве государственной религии при двойной системе правления и кодифицировал систему законов, известную как Ца-йиг, основанную на буддийском религиозном законе (Дхарме).
В 1639 году провалилась еще одна попытка вторжения Тенкенга, за которой последовали совместные монголо-тибетские силы в 1643 году под командованием Гуши-хана, пытавшиеся уничтожить беженцев из Ньингма, бежавших в Бутан, Сикким и Непал. Монголы захватили контроль над религиозной и гражданской властью в Тибете в 1630-х годах и установили Гелугпу в качестве государственной религии. Бутанские соперники Нгаванга Намгьяла поощряли Монгольское вторжение, но монгольские силы были легко разбиты в низинах Южного Бутана. В 1647 году очередная попытка Тибетского вторжения провалилась.
В 1680 и 1700 годах Бутан вторгся в Сикким. В 1714 году тибетские войска при поддержке монголов вновь вторглись в Бутан, но не смогли взять его под свой контроль.
Многие бутанские рабы в этот период происходили из Сиккима, Ассама и дуаров, объектов неоднократных набегов Бутана на протяжении веков. Большое число этих рабов было призвано на военную службу, а некоторые из них заняли высокие посты в вооруженных силах Бутана.

## Англо-бутанская война
В 18 веке Бутан установил свой контроль над Куч-Бихар и Дуары. Поскольку присутствие Британской империи росло в регионе в течение 19-го века, эти территории, а также сосед Бутана, Сикким, перешли под британский контроль.
В 1730 году Куч-Бихар впервые попросил бутанскую помощь в отражении посягательств Империи моголов, установив зависимые отношения с Бутаном. В 1770 году Бутан вновь вторгся в Сикким при поддержке войск Куч-Бихар.
В 1772 году, во время спора о престолонаследии в Куч-Бихар, кандидатура Друк Деси на трон была отвергнута соперником, который призвал британские войска; фактически Куч-Бихар стал зависимой от Британской Ост-Индской компании.
Между 1772—1773 годами британские экспедиционные войска вытеснили бутанские гарнизоны из Куч-Бихар. Друк Деси безуспешно просил помощи у Чэнгуана.
25 апреля 1774 года Друк Деси подписал мирный договор с Британской Ост-Индской компанией. В соответствии с договором, Бутан вернулся к своим границам, существовавшим до 1730 года, и разрешил британцам заготавливать древесину в Бутане.
В 1784 году британское правительство передало Бутану территорию Бенгалии, границы которой были плохо определены. Как и в других своих зарубежных территориях, Бутан предоставил управление территорией местным чиновникам и собирал свои доходы.
В 1838 году, после предыдущей неудачной попытки захвата, британская миссия в Тхимпху предложила Бутану договор, предусматривающий выдачу бутанских чиновников, ответственных за вторжение в Ассам, в обмен на свободную и неограниченную торговлю между Индией и Бутаном и урегулирование долга Бутана перед англичанами. В попытке защитить свою независимость Бутан отклонил британское предложение. В 1841 году англичане аннексировали контролируемый бутанцами Ассам, выплачивая Бутану компенсацию в размере 10 000 рупий в год. В следующем году Бутан уступил Великобритании контроль над беспокойными Бенгалией.
В 1862 году бутанские войска совершили набег на Сикким и Куч-Бехар. Британцы ответили отказом от всех компенсационных выплат и потребовали освободить всех пленных и вернуть украденное имущество. Эти требования остались без внимания Друка Дези, поскольку он якобы не знал о рейдах пограничников. В 1864 году Великобритания направила в Бутан миротворческую миссию после недавней гражданской войны, в период, когда два соперничающих претендента на пост боролись за власть. Хотя англичане попытались договориться, Бутан отверг мирную миссию.
В ноябре 1864 года Великобритания объявила Бутану войну за контроль над его зависимыми территориями. Война в Бутане продолжалась пять месяцев, в результате чего Бутан потерпел поражение. Взамен Бутан получил ежегодную субсидию в размере 50 000 рупий в соответствии с договором, подписанным 11 ноября 1865 года.

## Монархия и Пунакхский договор
В 1870-х и 1880-х— годах возобновившийся конфликт между региональными соперниками-в первую очередь пробританским и антибританским-привел к господству Угьен Вангчука. К 1885 году он подавил волнения в Бутане, укрепил власть и установил более тесные связи с Британской Индией. В 1903—1904 годах Угьен Вангчука вызвался сопровождать британскую миссию в Чэнгуане в качестве посредника в британской экспедиции в Тибет и последующей англо-тибетской Конвенции. В свою очередь, он был посвящен в рыцари и после этого продолжал приобретать большую власть в Бутане.
8 января 1910 года Пунакхский договор внес поправки в две статьи в договор после Англо-бутанской войны 1865 года: британцы согласились удвоить ежегодную стипендию до 100 000 рупий и «не вмешиваться во внутреннюю политику Бутана». В свою очередь бутан согласился «руководствоваться советами британского правительства в отношении своих внешних сношений».
В 1943 году королевство Бутан начало собирать свою первую организованную армию в Тронгсе, набрав 30 солдат Кхенг из Монгара. В конце 1940-х годов второй король Бутана, Джигме Вангчук начал посылать новобранцев для обучения в индийской армии в Шиллонг. Армия набрала еще 240 человек из Бумтанга, Курто, Монгара и Трашиганга. После базовой подготовки численность призывников достигла 120 человек, в том числе 20 инструкторов. С самого начала бутанская армия управляла контрольно-пропускными пунктами безопасности в южном регионе королевства.
В 1947 году, когда Британская империя покинула Индию, прямые связи с Британией прекратились, и Бутан оставался относительно изолированным от международных дел вплоть до 1949 года. В том же году Индия и Бутан подписали Договор о мире и дружбе, предусматривающий, что Индия не будет вмешиваться во внутренние дела Бутана, но что Бутан будет руководствоваться Индией в своей внешней политике. Это было первое международное соглашение, которое однозначно признало независимость и суверенитет Бутана. В том же году Индия уступила Бутану некоторые территории, захваченные англичанами по после войны 1865 года.

## Современная история
Современные вооруженные силы Бутана включают королевскую бутанскую армию (КБА), королевских телохранителей, милицию и королевскую бутанскую полицию. Поскольку Бутан не имеет выхода к морю, у него нет военно-морского флота. У Бутана также нет военно-воздушных сил, хотя королевская армия Бутана имеет очень небольшое воздушное вооружение, не обладающее боевыми возможностями, используемое исключительно для транспортировки. Королевские телохранители-это ветвь КБА, отвечающая за безопасность короля Бутана, королевской семьи и других важных персон.
В соответствии с оборонными соглашениями, действующими с 1949 года, Индия несет ответственность за военную подготовку, поставки оружия и противовоздушную оборону Бутана. Это соглашение было подтверждено и дополнено в феврале 2007 года новым договором о дружбе.
Самые последние военные действия Бутана, были направлены против индийских сепаратистских групп, действующих внутри бутана. Во время операции Бутана против ассамского сопротивления в декабре 2003 года вооруженные силы Бутана сотрудничали с индийскими военными в уничтожении индийских боевиков.

### Королевская Армия Бутана
Королевская армия Бутана была сформирована в 1950-х годах в ответ на захват Китая и последующие действия Народно — освободительной армии в Тибете и под сильным давлением Индии. В 1958 году королевское правительство ввело систему призыва на военную службу и разработало планы создания постоянной армии численностью 2500 солдат. Индийское правительство также неоднократно призывало Бутан прекратить свою политику нейтралитета и принять индийскую экономическую и военную помощь. Это было связано с тем, что Индия считала Бутан наиболее уязвимым сектором своей стратегической оборонной системы в отношении Китая. Когда Бутан принял индийское предложение, Индийская армия взяла на себя ответственность за подготовку и оснащение КБА.
КБА создала свой первый учебный центр в Бумтханге. Примерно в 1951 году он был перенесен в Лингкану и Ташичо-дзонг. В 1959 году в Тенхолинге был создан еще один учебный центр, который также служил генеральным штабом КБА. В 1963 году штаб армии был перенесен в Тхимпху. В 1960-х годах КБА создала четыре отделения.
К 1968 году КБА состояла из 4850 солдат. К 1990 году силы КБА насчитывали 6000 солдат. В июне 2007 года численность КБА составляла 9 021 человек на действительной службе. К 2008 году это число было сокращено до 8000 человек действительной службы в соответствии с инициативой, выдвинутой в 2005 году королевским правительством Бутана по сокращению численности КБА при одновременном повышении уровня подготовки ополченцев среди населения Бутана.
Индийская армия поддерживает учебную миссию в Бутане, известную как индийская военная учебная группа (ИМТРАТ), отвечающая за военную подготовку персонала КБА. Офицеры КБА направляются на обучение в Национальную академию обороны в Пуне и индийскую военную академию в Дехрадуне. Проект «ДАНТАК» организации пограничных дорог, подразделения инженерного корпуса индийской армии, действует в Бутане с мая 1961 года. С тех пор проект «ДАНТАК» отвечает за строительство и техническое обслуживание более 1500 км дорог и мостов, аэропорта Паро и другой инфраструктуры. Хотя они служат оборонным потребностям Индии, это также является очевидной экономической выгодой для народа Бутана.

#### Боевые действия
Королевство Бутан занималось исключительно внутренними боевыми операциями против индийских сепаратистских группировок в течение зимы 2003—2004 годов. Сепаратистские воинствующие группировки, действующие в Индии, создав базы в Южном Бутане, не подчинились ультиматуму покинуть королевство. При поддержке индийских вооруженных сил королевская армия Бутана вступила в бой с лагерями боевиков и ликвидировала их все в ходе операции.
В начале 1990-х годов индийские сепаратистские группировки, а именно Объединённый фронт освобождения Ассама, Национально-демократический фронт Бодоланда и Организация освобождения Камтапура, начали тайно создавать лагеря в густых южных джунглях бутана. Эти лагеря использовались для подготовки кадров, хранения оборудования и нанесения ударов по целям в Индии. Правительство Бутана узнало об их присутствии в 1996 году, и с 1997 года этот вопрос регулярно обсуждался в Национальном собрании. Правительство Индии начало оказывать давление на правительство Бутана с целью устранения присутствия боевиков и предложило провести совместные военные операции против боевиков. Бутанское правительство, предпочитая мирное решение, отклонило это предложение и вместо этого в 1998 году начало диалог с воинствующими группировками.
К декабрю 2003 года переговоры не привели ни к какому соглашению, и 13 декабря Бутанское правительство, выдвинуло 48-часовой ультиматум. 15 декабря КБА начала военную операцию, против групп боевиков. Военные силы Бутана численностью 6000 человек, действующие из 20 лагерей, созданных в течение шести лет переговоров, атаковали примерно 3000 боевиков, разбросанных по 30 лагерям боевиков.
В декабре 2003 года все 30 лагерей боевиков были захвачены. Кроме того, КБА изъяла: более 500 автоматов АК 47/56 и 328 других видов разнообразного оружия, включая ракетные установки и минометы, а также более 100 000 патронов, а также Зенитная пушка."
К 3 январь 2004 года все 30 лагерей боевиков с дополнительными 35 наблюдательными пунктами были уничтожены, а боевики вытеснены. В общей сложности было убито 485 боевиков, а захваченные боевики, вместе с захваченным оружием и боеприпасами были переданы правительству Индии. В КБА пострадали 11 военнослужащих.

### Королевская полиция Бутана
Королевская полиция Бутана отвечает за поддержание правопорядка и предупреждение преступности в Бутане. Она была сформирована 1 сентября 1965 года с 555 кадрами, переведенными из королевской армии Бутана. Свою самостоятельную законодательную основу получила в законе о Королевской полиции Бутана 1980 года. Эта система была отменена и полностью заменена королевским законом бутана о полиции 2009 года. С 2009 года полномочии Королевской полиции Бутана расширились и включило в себя управление тюрьмами, содействие развитию и реабилитации молодежи, а также борьбу со стихийными бедствиями.